# 珠海出租车

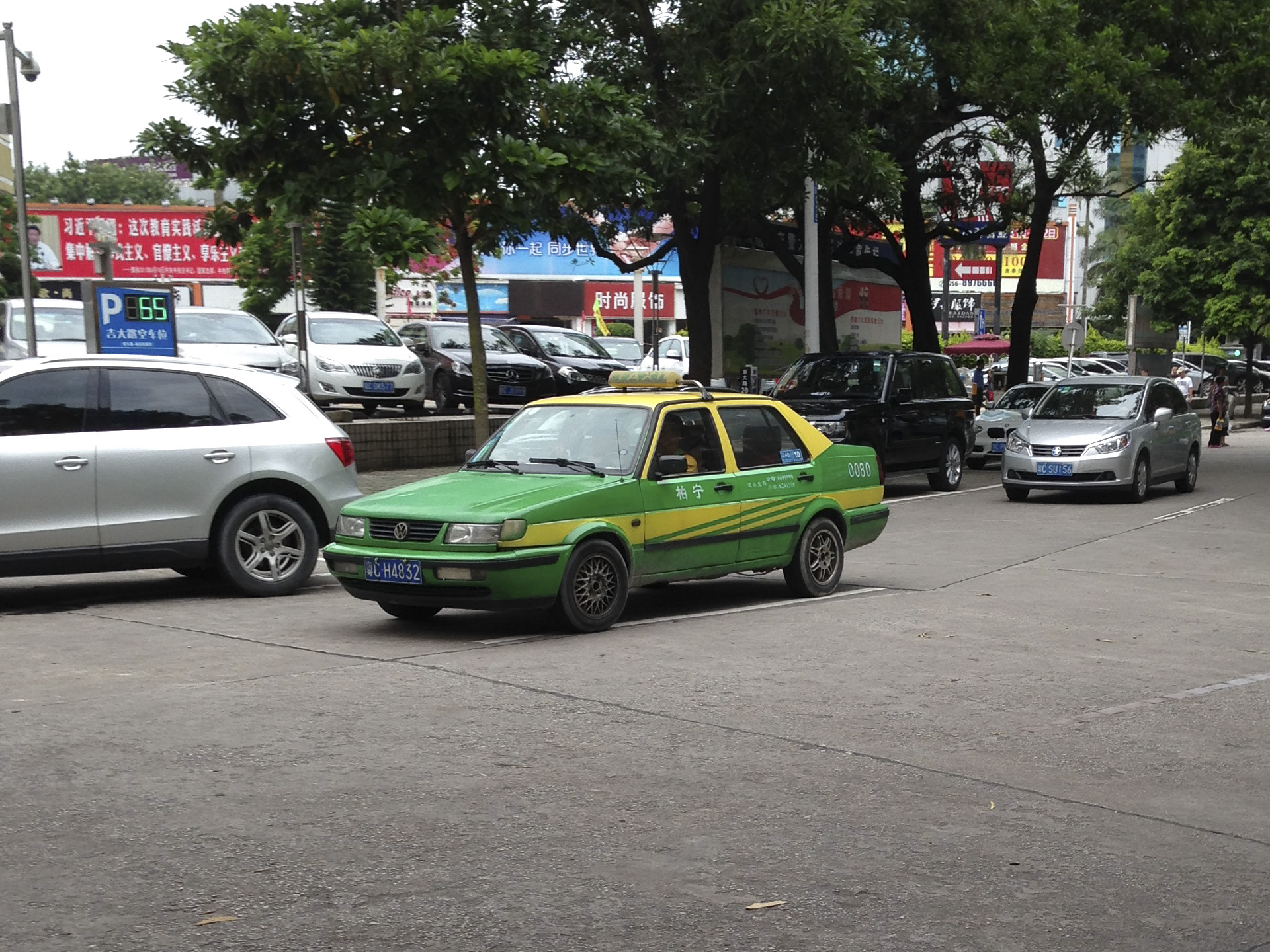
一辆行驶在珠海街头上的捷達出租车

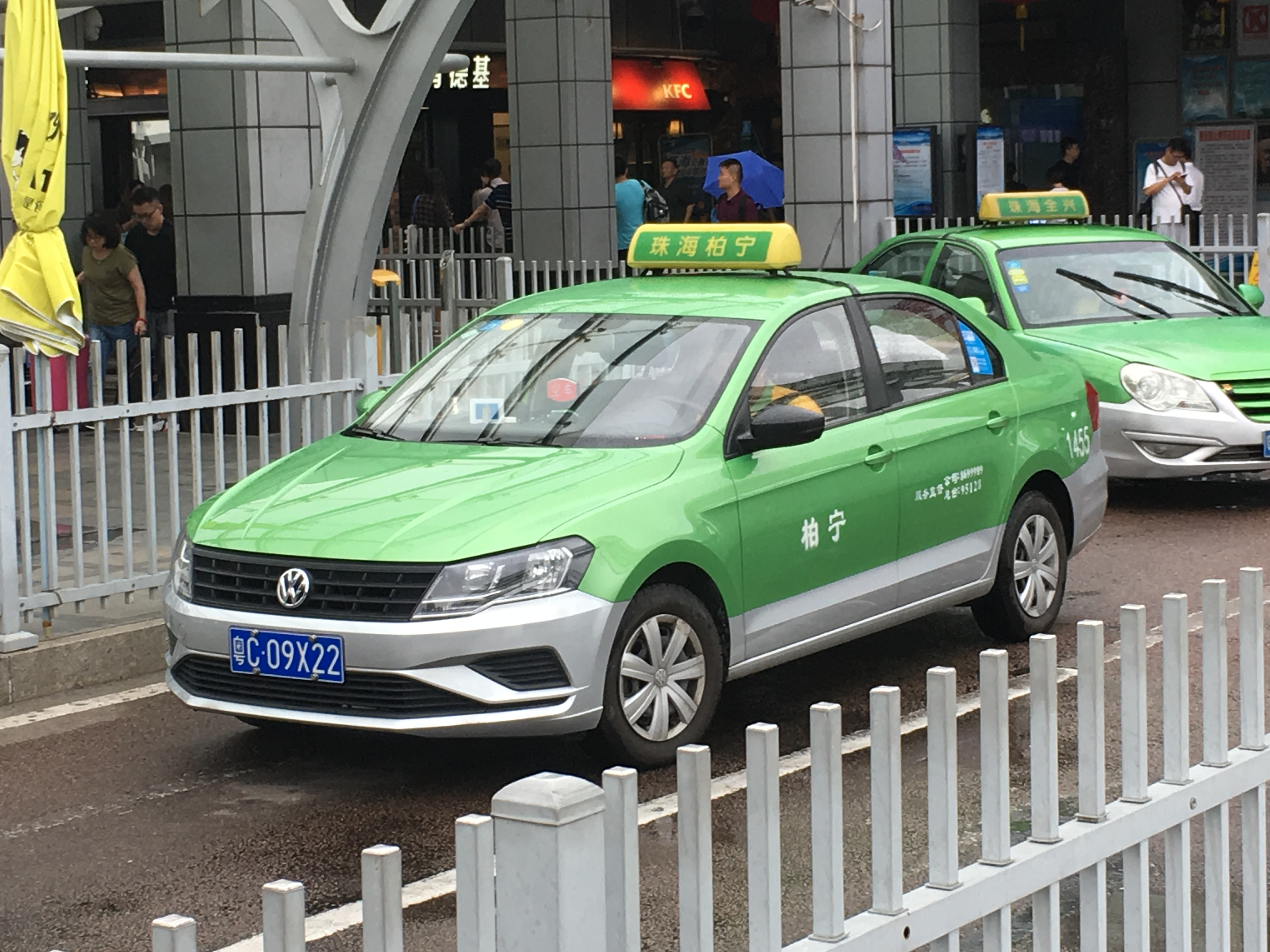
一辆在珠海九洲港等候乘客的新捷達出租车

珠海出租车是指在中国广东省珠海市服务的出租车。乘客上車後向司機指明目的地，司機便會直接駕駛前往，是方便快捷的公共交通工具。車費根據車程及等候時間而按錶收費。
2015年7月21日，珠海市公路局召開新聞發佈會，將於2015年10月底前完成在珠海市區劃設的士專用的上落客位置，共計205處。
屆時的士招手即停將會成為歷史。

## 種類
现时分為五個類型，分別是黄绿色车身的「市区普通出租车」、水绿色车身的「豪华出租车」和「纯电动出租车」、土豪金色／黑色车身的「市区英伦豪华出租车」、深蓝色／橄榄绿车身的「斗门出租车」和金黃色車身的「机场出租车」。四類出租车收費及可行駛營運之地區有部分差異，但營運模式基本相同。

## 收費
- 基本收費
  - 首2500米收費￥10元

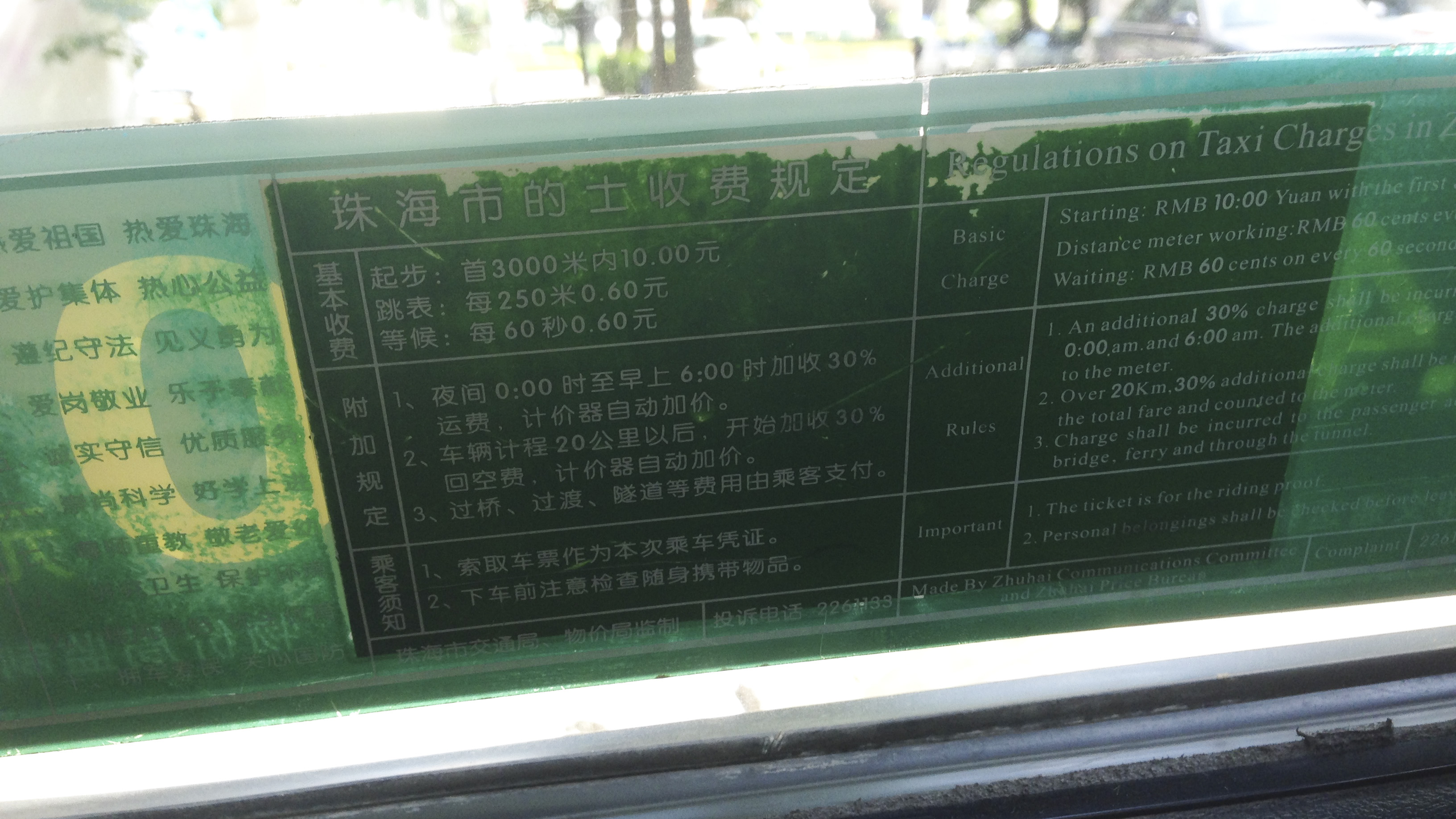
珠海出租车车厢内张贴的收费规定

  - 其後每公里收費￥2.6元(豪华出租车为￥3.0元[2])
  - 停車等候收費每分鐘￥1元
  - 单程行驶逾12公里以上部分，每公里租价收取30%。
- 附加收費
  - 豪华出租车(如帕萨特、英伦车型)在￥10元起步费基础上加收￥2元[2]
  - 夜间首2500米收費￥13元
  - 其後每公里收費￥3.12元

乘客必須按錶繳付車資及繳付適當之附加收費。車資及附加收費均以人民幣結算。

## 品牌及車型

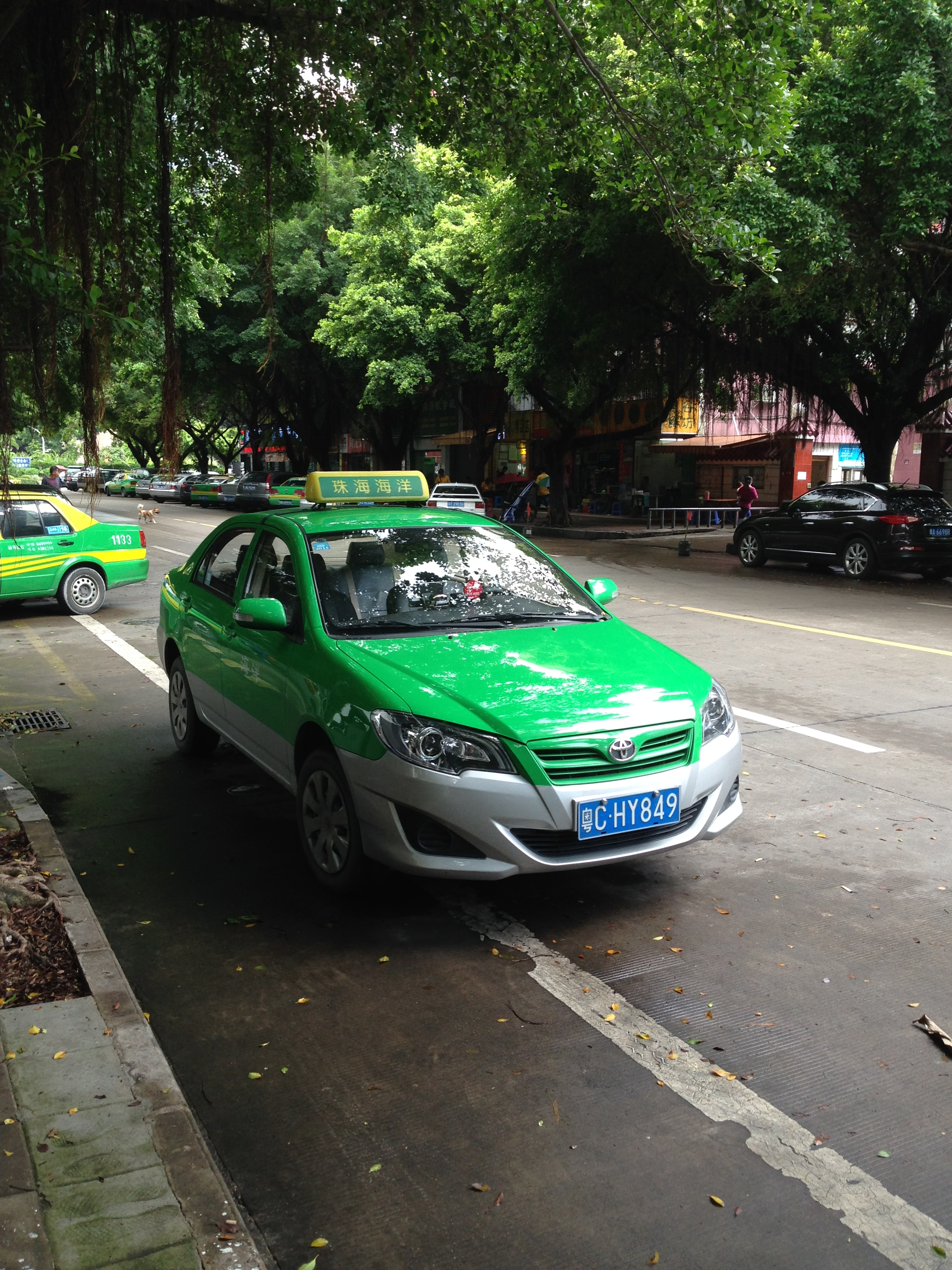
珠海街头的丰田卡罗拉新能源出租车

用車品牌方面以大众捷达佔最多，此外還有大众桑塔納（新款）、大众帕萨特 、东风悦达起亚遠航、北京现代、丰田卡罗拉、大众帕萨特、东风标致406、比亚迪e6、吉利英伦TX4、 广汽传祺GA5、日产轩逸。
首批纯电动出租车比亚迪e6于2014年11月7日起上路运营，收费仍按捷达等车型收费，即首2500米收費￥10元，其後每公里收費￥2.6元。未来纯电动出租车收费方式预计将与帕萨特豪华出租车相同。

## 营运公司
- 珠海公交柏宁出租车（珠海公交集团旗下）[4]
- 珠海公交柏安出租车
- 珠海公交柏顺出租车
- 珠海金拓运输
- 珠海智宏交通
- 珠海全兴出租运输
- 珠海巨鹰汽车运输
- 珠海珠澳旅游出租
- 珠海海天汽车运输
- 珠海海洋出租车
- 珠海拱运运输
- 珠海英伦交通运输
- 珠海机场运输